# Szeto Man Chun
Szeto Man Chun (chiń. trad. 司徒文俊, ur. 5 czerwca 1975 w Hongkongu) – hongkoński piłkarz grający na pozycji prawego obrońcy lub pomocnika. W swojej karierze rozegrał 45 meczów w reprezentacji Hongkongu.

## Kariera klubowa
Swoją karierę piłkarską Szeto rozpoczął w klubie South China AA. W 1992 roku zadebiutował w jego barwach w First Division z Hongkongu. W sezonie 1993/1994 grał w Voicelink, a w sezonie 1994/1995 w Golden-Dict. W latach 1995–1997 grał w Happy Valley AA, a w sezonie 1997/1998 był zawodnikiem China Fortune. W sezonie 2000/2001 występował w Yee Hope.
W 2001 roku Szeto wrócił do South China AA. Wraz z South China, w którym grał do końca sezonu 2003/2004, zdobył Hong Kong Senior Challenge Shield (2002/2003). W latach 2004–2008 był zawodnikiem Kitchee SC. Wygrał z nim Hong Kong Challenge Senior Shield (2005/2006) i dwa Puchary Ligi Hongkongu (2005/2006, 2006/2007). W latach 2008–2010 grał w Eastern Athletic, w którym zakończył karierę.

## Kariera reprezentacyjna
W reprezentacji Hongkongu Szeto zadebiutował w 2000 roku. W 2003 roku wystąpił na Mistrzostwach Azji Wschodniej 2003. W kadrze narodowej od 2000 do 2007 roku rozegrał 45 meczów i strzelił 1 gola.